# Pavčina Lehota
Pavčina Lehota (węg. Paucsinalehota) – wieś (obec) na Słowacji w kraju żylińskim, w powiecie Liptowski Mikułasz. Miejscowość leży w północnej części Tatr Niskich.
Zimą na terenie wsi działa ośrodek narciarski Žiarce, w którym znajduje się również otwarty od kwietnia do października letni tor bobslejowy.
Pierwsze wzmianki o miejscowości pochodzą z 1365 roku, kiedy nosiła nazwę Lehota. W 1430 nazywała się Hylhota, w 1517 Paucsina Lehota, w 1773 Paučina Lehota, w 1920 Pavčiná Lehôta, a od 1927 nosi obecną nazwę.
Według danych z dnia 31 grudnia 2016, wieś zamieszkiwało 380 osób, w tym 207 kobiet i 173 mężczyzn.
W 2001 roku rozkład populacji względem narodowości i przynależności etnicznej wyglądał następująco:
- Słowacy – 86,04%
- Czesi – 1,42%
- pozostali/nie podano – 12,54%,

natomiast w 2011 przedstawiał się on tak:
- Słowacy – 95,99%
- Czesi – 2,58%
- Morawianie – 0,29%
- nie podano – 1,15%

Ze względu na wyznawaną religię struktura mieszkańców kształtowała się w 2001 roku następująco:
- Katolicy rzymscy – 14,81%
- Ateiści – 17,09%
- Prawosławni – 0,28%
- Grekokatolicy – 0,57%
- Luteranie – 52,14%
- nie podano – 15,10%,

natomiast w 2011 prezentowała się ona tak:
- Katolicy rzymscy – 18,34%
- Ateiści – 22,35%
- Prawosławni – 2,01%
- Metodyści – 2,01%
- Luteranie – 50,72%
- zbory chrześcijańskie – 0,57%
- pozostali – 0,86%
- nie podano – 3,15%

We wsi znajduje się kilka przystanków autobusowych na trasie linii z Liptowskiego Mikułasza do Demianowskiej Doliny.
W miejscowości urodził się i zmarł speleolog Vojtech Benický (1907-1971).

## Galeria

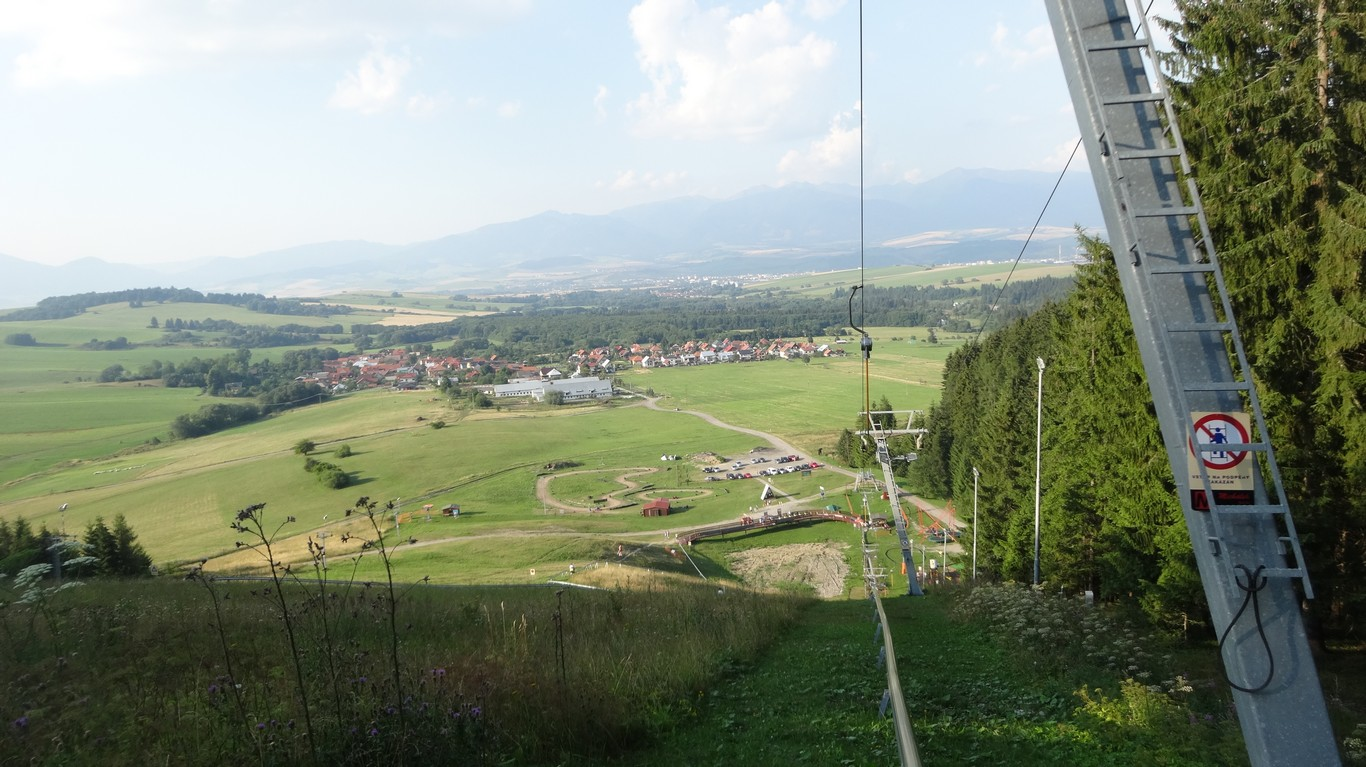
Widok z toru bobslejowego
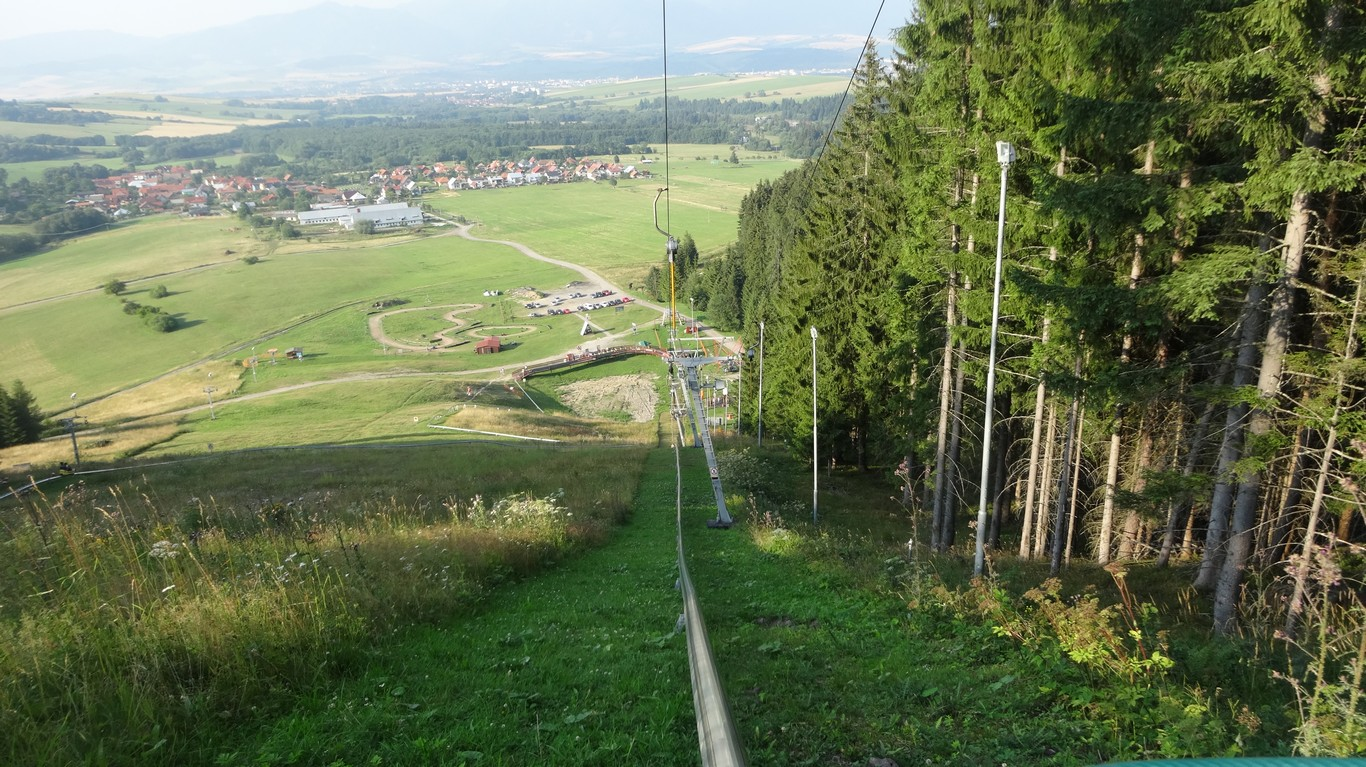
Widok z toru bobslejowego
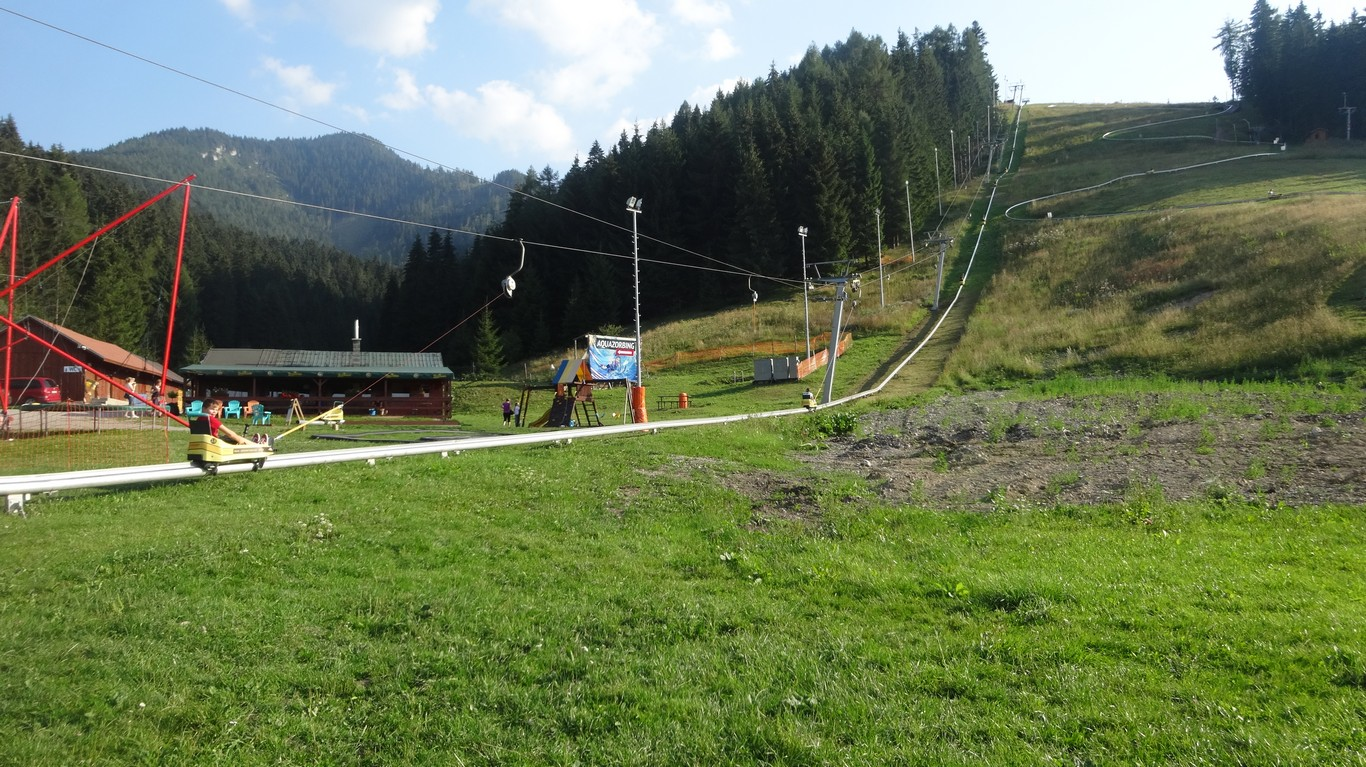
Letni tor bobslejowy na terenie ośrodka narciarskiego